# Solieria brunicosa
Solieria brunicosa là một loài ruồi trong họ Tachinidae.